# Ворота Сан-Пеллегрино
Ворота Сан-Пеллегри́но (итал. Porta San Pellegrino) или По́рта Вирида́риа (итал. Porta Viridaria) — ворота во внешней стене города Ватикан, находятся в Леонинской стене рядом с Колоннадой Бернини и небольшим постом швейцарской гвардии. Ворота были перестроены папой Александром VI в 1492 году; над ними до сих пор виден герб понтифика. Сегодня ворота мало используются.